# Каханович Михайло Силуянович
Михайло Кахановіч (27 вересня 1882, с. Великі Луки Новогрудського повіту Мінської губернії (нині Барановицький район, Брестська область) — 17 травня 1934, Мінськ; криптонім: M. K-č)  — білоруський політичний і громадський діяч, педагог, редактор, публіцист.

## Біографія
Із сім'ї священика. Закінчив Харківський університет (1910), працював викладачем у Вільнюсі. Влітку 1915 переїхав до Могильова, працював викладачем у Могильовському реальному училищі. Член Білоруського національного комітету. Один з організаторів, пізніше голова Могильовського білоруського комітету.
Редактор газети «Могильовські вісті» (1917).
Учасник З'їзду білоруських організацій і партій у Мінську (липень 1917). Влітку 1918 виїхав до Вільнюса, брав участь в організації Білоруського з'їзду Віленщини і Гродненщини, голова педагогічної ради Віленської білоруської гімназії. З 1919 керівник шкільного відділу Центральної Білоруської ради Віленщини і Гродненщини. У 1919-1922 директор Віленської білоруської гімназії. Виступав з публіцистичними статтями в «Білоруській криниці», «Білоруському житті», «Білоруських відомостях» та ін.
Автор спогадів про Івана Луцкевича .
У 1922 обраний послом до сейму Польської Республіки, член Білоруського посольського клубу. Дотримувався принципу безпартійності, відстоював національні та соціальні права білоруського народу. Член Білоруського наукового товариства, активіст білоруських громадських і культурно-освітніх організацій у Вільнюсі.
Працював у редакціях газет і журналів, у видавництвах (у Білоруському державному видавництві). Займався перекладами, переклав білоруською мовою твори С. Оськіна, В. Владка, П. Кушнера, Е. Захер та ін.
На момент арешту працював коректором. Заарештований 10 серпня 1933 в Мінську за адресою: вул. Правіянцька, 20 у справі «Білоруського національного центру». Засуджений за постановою колегії ОГПУ СРСР 9 січня 1934 як «член контрреволюційної організації БНЦ» до вищої міри покарання. Реабілітований трибуналом БВО 18 квітня 1956. Особиста справа Михайла Кахановіча № 10182-с (припинено 16 серпня 1956) з фотографією зберігається в архіві КДБ Білорусі.
Був одружений, мав дитину.

## Твори
- Могильовці й незалежність (мої спогади) // «Наша Думка», Вільнюс, 25.3.1921 № 12 (передрук: Спадщина 6/1997)
- Зрада у Вільнюсі: (До 10-річчя Вільнюської білоруського гімназії) // Освіта. 1929, № 4.